# Lancia Gamma
De Lancia Gamma is een model van het automerk Lancia dat op het Autosalon van Genève van 1976 werd gelanceerd en tot 1984 in productie bleef. FIAT had het financieel slecht presterende Lancia in 1969 ingelijfd en de Gamma is het laatste model dat nog geheel door Lancia werd ontworpen; nadien nam FIAT definitief alle beslissingen en was het bij ieder nieuw model de vraag onder welke merknaam het zou verschijnen. Zo is er bijvoorbeeld lang over gedelibereerd of de latere Croma als FIAT of als Lancia op de markt zou worden gebracht.

## Carrosserie
De Gamma was het topmodel van de Lancia-lijn, een luxueuze vierdeurs berline met een door Pininfarina ontworpen carrosserie die evenwel bij de introductie al een enigszins bedaagde lijnvoering had. Het was een fastback, een auto met een aflopende achterzijde maar met afzonderlijke kofferbak: modellen met een vijfde deur (hatchback) zouden pas later in zwang komen. De auto was in nauwe samenwerking ontworpen met Citroën, dat ook een nieuw topmodel nodig had ter vervanging van de Citroën DS. Dat werd uiteindelijk de Citroën CX. Oorspronkelijk zouden de Lancia Gamma en Citroën CX  op hetzelfde platform komen te staan en de Lancia zou dan ook worden voorzien van het hydropneumatische veersysteem van Citroën. De beoogde fusie van de beide automerken, waarop de samenwerking vooruit was gelopen werd evenwel door de Fransen afgeblazen en beide fabrikanten gingen daarna elk hun eigen weg. 
In 1977 werd ook een coupé-uitvoering geïntroduceerd die weliswaar technisch geheel gelijk was aan de Berline maar qua carrosserie werkelijk in niets op het zusje leek. Volgens de overlevering zouden Sergio Pininfarina en zijn chef-ontwerper Aldo Brovarone zich bij de berline (die was getekend door Leonardo Fioravanti) erg hebben (moeten) laten leiden door de wensen van de fabrikant en heeft Brovarone zich op de coupé - die op eigen initiatief werd ontworpen - helemaal uitgeleefd. Eén blik op de beide auto's maakt het gerucht geloofwaardig. De enige uitwisselbare delen zijn de clignoteurs en de grille, al het overige aan de beide koetswerken is anders. De Gamma coupé was door Pininfarina - die de auto ook daadwerkelijk voor Lancia produceerde - 11 centimeter ingekort waardoor deze ruim 100 kilo lichter en beduidend wendbaarder - en dus: sportiever - werd dan de sedan.
De Gamma coupé heeft, met name in zij-aanzicht, trekken gemeen met de vrijwel gelijktijdig door Pininfarina getekende Ferrari 412.

## Aanloopproblemen
De Lancia Gamma leek alles te bieden te hebben wat op dat moment vereist was voor een auto uit deze klasse: de pers roemde unaniem het veercomfort en de uitmuntende wegligging en handelbaarheid van de auto die verkregen waren door onder meer voorwielaandrijving en een zeer goede gewichtsverdeling die voor een bijna neutraal stuurkarakter zorgde. De auto werd standaard geleverd met stuurbekrachtiging; rondom bekrachtigde (Girling) schijfremmen en handgeschakelde (ZF) vijfbak (viertraps automaat als optie).
De auto leed echter de eerste jaren aan problemen met de motor. Er was een unieke, geheel uit aluminium vervaardigde 2,5 liter-boxer ontworpen met bovenliggende nokkenassen; een compressieverhouding van 9:1 en een sterk overvierkante architectuur. Voor de Italiaanse markt was er om fiscale redenen ook een tweeliter-versie. De motor was uiterst soepel doordat bij 2000 toeren al 90% van het maximum koppel beschikbaar was en op hoge toeren was hij prachtig in balans. Achttien jaar lang bleef dit de grootste viercilinder boxer ooit gebouwd. Er waren evenwel problemen met de smering van de nokkenassen, die daardoor veel te snel sleten en er was nog een andere constructiefout gemaakt. De (enkele) nokkenassen werden met getande riemen aangedreven en de linker nokkenas dreef op zijn beurt aan het andere uiteinde met een V-snaar de pomp van de stuurbekrachtiging aan. Bij een start met geheel gedraaide wielen - en bij uitstek in winters weer - wilde de belasting door die pomp weleens zo groot zijn, dat de aandrijvende riem van de nokkenas een paar tandjes versprong. Omdat de rechterhelft van de boxermotor gewoon verder draaide, liepen de linker zuigers dan op de kleppen met rampzalige gevolgen.  Ook hadden de auto's vaak koelproblemen, wat kapotte cilinderkoppakkingen en dus eveneens ingrijpende reparaties tot gevolg had.

## Facelift
In 1980 vond een facelift plaats: de "Gamma FL". Toen waren successievelijk vrijwel alle problemen opgelost en werden de motoren van elektronische brandstofinjectie (Bosch L-Jetronic) voorzien. De prestaties bleven gelijk: 140 DIN-pk en een topsnelheid van 195 km/uur (coupé: 200 km/uur) maar de "iniezione" had een lager brandstofverbruik, wat bepaald geen kwaad kon: de carburateur versie muntte niet uit door zuinigheid.
Zoals echter in de auto-industrie al zo vaak is ervaren: de technische problemen met de eerste modellen hadden de reputatie van het model al onherstelbaar beschadigd. Al was de FL nog zo'n prima auto: het koperspubliek had zich van de auto afgewend en gaf Lancia geen tweede kans. Het model moest ook concurreren met BMW, Mercedes-Benz en Volvo, die ieder in hetzelfde prijssegment auto's met 6-cilindermotoren aanboden die daardoor rustiger liepen en - vooral op tussen-acceleratie - beter scoorden. De productieaantallen bleven steken bij ruim 15.000 voor de Berline en nog geen 7.000 voor de Coupé

## Productieaantallen Gamma Coupé
| 1      | 9 | 1.006 | 2.064 | 1.236 |       |     |     |    |    | 6.790 |
| 2 (FL) |   |       |       | 37    | 1.225 | 952 | 176 | 51 | 33 | 6.790 |

*volgens de productiegegevens van  Pininfarina
| Lancia Gamma Coupé aantallen per versie | Lancia Gamma Coupé aantallen per versie | Lancia Gamma Coupé aantallen per versie | Lancia Gamma Coupé aantallen per versie | Lancia Gamma Coupé aantallen per versie |
|                                         | 2.0                                     | 2.5                                     | 2.5 ie                                  | Totalen                                 |
| --------------------------------------- | --------------------------------------- | --------------------------------------- | --------------------------------------- | --------------------------------------- |
| Serie 1 1976-79                         | 1.978                                   | 2.337                                   |                                         | 4.315                                   |
| Serie 2 (FL) 1980-84                    | 1.265                                   |                                         | 1.209                                   | 2.474                                   |
| Totaal                                  | 3.243                                   | 3.546                                   | 3.546                                   | 6.789                                   |

## Trivia

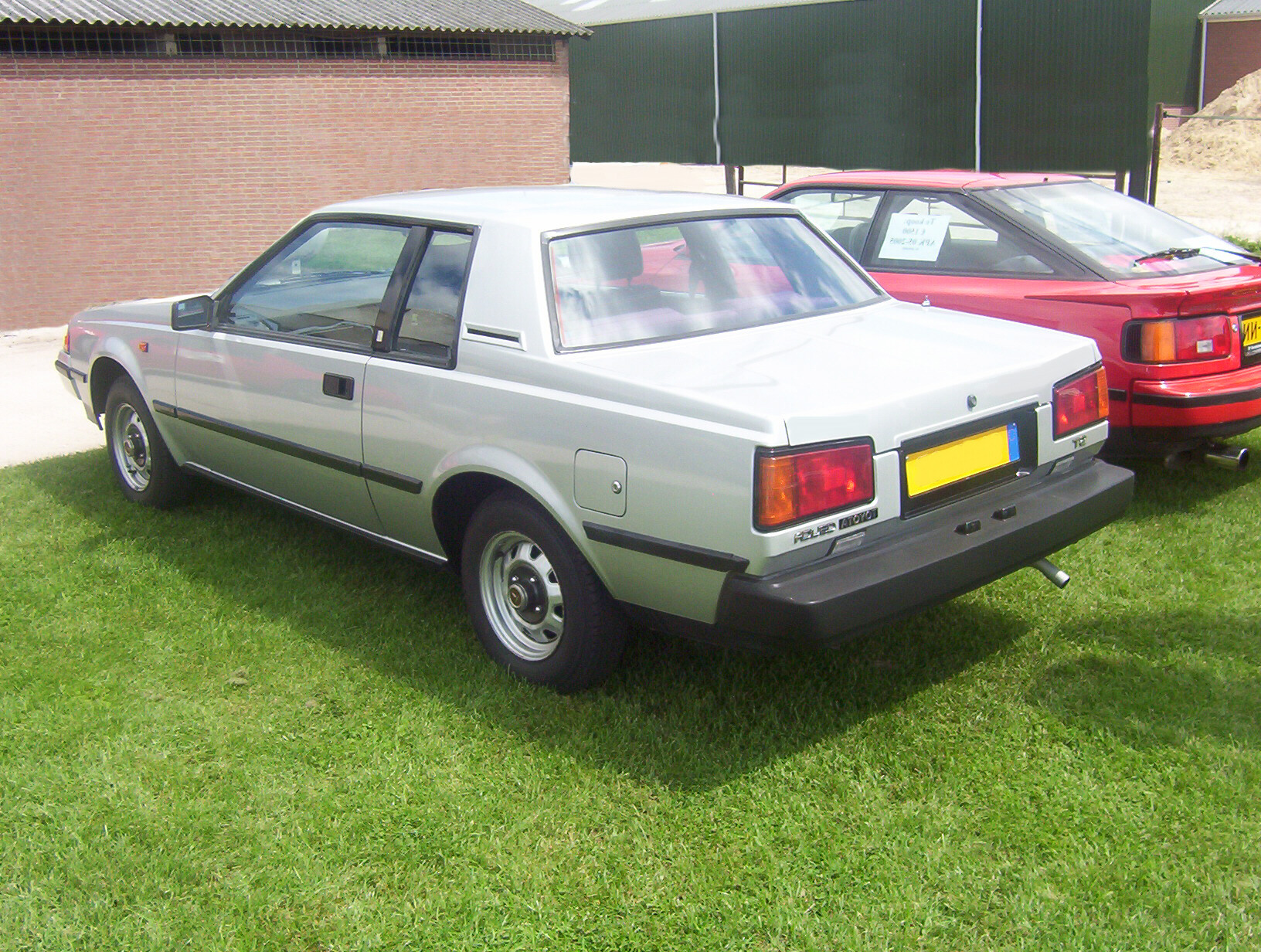
Toyota Celica TA60 Coupé

Een blauwe Lancia Gamma berline, bestuurd door Alain Delon is een aantal malen te zien in de Franse film 'Trois hommes à abattre'.
Een witte Lancia Gamma berline wordt In de film 'The Godfather III' gebruikt door Vincenzo Corleone, het neefje van de 'Don'. 
De auto heeft in zoverre navolging gevonden dat een vrijwel identieke motor werd gebouwd door Subaru en dat er in 1982 een Toyota Celica, de TA60 coupé, verscheen met een koetswerk waarin zo ongeveer alle stylingdetails van de Gamma Coupé waren terug te vinden, zij het met esthetisch onvergelijkbaar resultaat.
Huidige modellen:
Ypsilon
Recente modellen:
Dedra · 
Delta · 
Flavia · 
K · 
Lybra ·
Musa · 
Phedra ·
Prisma · 
Thema · 
Thesis · 
Trevi ·
Voyager - 
Y · 
Y10 · 
Z
Historische modellen na de Tweede Wereldoorlog:
2000 · 
Appia · 
Aurelia · 
Beta · 
D20 · 
D23 · 
D24 · 
D25 · 
D20 · 
Flaminia · 
Flavia · 
Fulvia · 
Gamma · 
Stratos
Historische modellen tijdens het Interbellum:
12 cil V · 
Aprilia · 
Ardea · 
Artena · 
Astura · 
Augusta · 
Dikappa · 
Dilambda · 
Kappa · 
Lambda · 
Trikappa
Historische modellen voor de Eerste Wereldoorlog:
Alfa · 
Beta 15/20HP · 
Dialfa · 
Didelta · 
Delta 20/30HP · 
Epsilon · 
Eta · 
Gamma 20HP · 
Theta · 
Zeta 12/15HP